# Quatuor à cordes no 2 de Ferneyhough
Pour les articles homonymes, voir Quatuor à cordes no 2.
Le Quatuor à cordes no 2 est un quatuor de Brian Ferneyhough. Composé en 1980 pour une commande Südwestfunk de Baden-Baden, il est créé en 1980 par le Quatuor Arditti.

## Analyse de l'œuvre
Le thème central du quatuor est le silence. Ferneyhough déclare: « il s'agit dans ce morceau de silence, non pas de silence littéral mais plutôt de cette absence délibérée au cœur de l'expérience musicale qui existe afin que l'auditeur puisse s'y rencontrer[réf. nécessaire] ». Le compositeur s"appuie sur des modes de jeu récurrents, les glissandos, les notes répétées.

## Source
- François-René Tranchefort, le guide de la musique de chambre, éd.Fayard 1987 p.335